# Guernseyščina
Guernseyščina (Guernésiais ali Dgèrnésiais) je narečje normanščine, ki ga govorijo predvsem na otoku Guernsey na Kanalskih otokih. Po popisu iz 2001 je jezik znalo 1327 otočanov. 